# Protoreaster
Protoreaster is een geslacht van zeesterren uit de familie Oreasteridae. De wetenschappelijke naam van het geslacht werd in 1916 voorgesteld door Ludwig Döderlein.

## Soorten
- Protoreaster gotoi Döderlein, 1936
- Protoreaster linkii (Blainville, 1830) – Rode stekelster
- Protoreaster nodosus (Linnaeus, 1758)
- Protoreaster nodulosus (Perrier, 1875)